# Вілберт Лондон
Вілберт Лондон (англ. Wilbert London; нар. 17 серпня 1997) — американський спринтер, чемпіон світу в естафетному бігу, рекордсмен світу в змішаній естафеті 4×400 метрів (2019).

## Виступи на основних міжнародних змаганнях
| Рік  | Змагання                      | Місто                   | Місце | Дисципліна             | Примітки |
| ---- | ----------------------------- | ----------------------- | ----- | ---------------------- | -------- |
| 2016 | Чемпіонат світу серед юніорів | Бидгощ                  | 2     | 400 метрів             |          |
| 2016 | 1                             | 4×400 метрів            |       |                        |          |
| 2017 | Чемпіонат світу               | Лондон                  | 1пф5  | 400 метрів             |          |
| 2017 | 2                             | 4×400 метрів            |       |                        |          |
| 2019 | Панамериканські ігри          | Ліма                    | 4     | 400 метрів             |          |
| 2019 | 2                             | 4×400 метрів            |       |                        |          |
| 2019 | Чемпіонат світу               | Доха                    | 1     | 4×400 метрів (змішана) | [ 1 ]    |
| 2019 | 1                             | 4×400 метрів (чоловіча) | [ 2 ] |                        |          |